# Воронцов, Илларион Гаврилович
Илларион (Ларион) Гаврилович Воронцов (1674 — 25 мая (5 июня) 1750) — воевода ряда провинций, сенатор, тайный советник из рода Воронцовых.

## Биография
В молодости имел чины стряпчего, затем стольника. Во время Северной войны находился на военной службе, дослужившись до чина майора. В 1702—1705 годах ростовский воевода, затем состоял при Провиантском приказе, в 1709—1712 годах вторично служил в Ростове в должности коменданта. Поддерживал тёплые отношения с митрополитом Дмитрием Ростовским, который в одном из писем писал ему: «Челом твоей милости за водку — пили мы про здравие твоё и благодарствуем».
В 1713—1720 годах туринский и тюменский воевода. За назначение на прибыльную должность в Сибирь дал обер-фискалу Нестерову взятку в 500 руб. Когда это вскрылось, был снят с должности и до 1726 года находился в ссылке в Сибири. После смерти Петра I прощён и отставлен от военной службы. Анна Иоанновна вернула его на службу. Последовательно возглавлял ряд провинций: Суздальскую (в 1730—1732), Костромскую (в 1735—1737) и Вятскую (в 1739—1742).
Резкий взлёт карьеры пожилого Иллариона Воронцова был связан с возведением на престол императрицы Елизаветы Петровны, одним из ключевых участников которого и затем одним из ближайших сподвижников новой императрицы был его сын Михаил. 5 декабря 1741 года Воронцов был пожалован из майоров (VIII класс Табели о рангах) прямо в статские советники (V класс), а 20 сентября следующего, 1742 года, получил чин действительного статского советника и (по случаю бракосочетания его сына с двоюродной сестрой императрицы) орден Святого Александра Невского, «с увольнением его от всякой службы, за старостию».
Однако менее трёх месяцев спустя, 12 декабря 1742 года, Илларион Воронцов был вновь принят на службу с назначением одним из двух (наряду с С. С. Зиновьевым) членов Московской конторы Правительствующего Сената под председательством московского главнокомандующего А. Б. Бутурлина. 15 марта 1744 года 70-летний Воронцов согласно своему прошению был пожалован в тайные советники с увольнением от службы. Скончался в Москве 25 мая 1750 года в возрасте 76 лет и был похоронен подле жены в монастыре на Воздвиженке.

## Семья

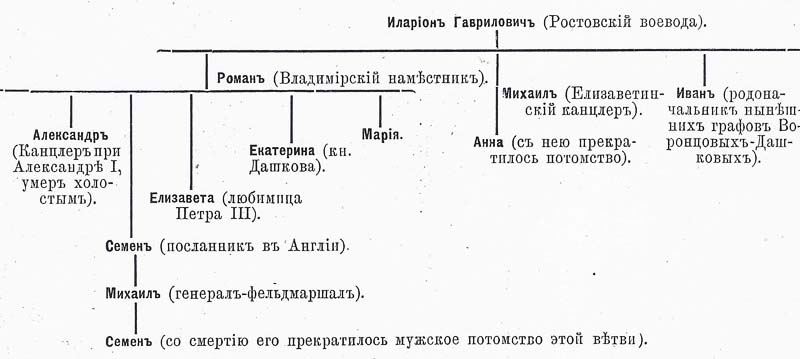
Родословная Воронцовых

В браке с Анной Григорьевной Масловой (1684—1740) имел детей: Романа, Михаила, Ивана, Дарью (1713—1765, замужем за Петром Михайловичем Хрущевым) и Прасковью (замужем за Сергеем Даниловичем Татищевым). Все три сына были удостоены при Елизавете графского титула.